# غوردون إم. نيلسون
غوردون إم. نيلسون (بالإنجليزية: Gordon M. Nelson)‏ هو تاجر أسهم أمريكي، ولد في 18 أغسطس 1941، وتوفي في 21 يوليو 1993.